# Back Through Time
Back Through Time – trzeci album studyjny brytyjskiego zespołu muzycznego Alestorm. Wydawnictwo ukazało się 3 czerwca 2011 roku nakładem wytwórni muzycznej Napalm Records. Materiał był promowany teledyskami do utworów „Shipwrecked” i „Death Throes of the Terrorsquid”.
Nagrania zostały zarejestrowane pomiędzy styczniem a lutym 2011 roku w LSD Studios w Niemczech we współpracy z producentem muzycznym Lasse Lammertem.

## Lista utworów
Opracowano na podstawie materiału źródłowego.
| Nr  | Tytuł utworu                             | Słowa                       | Muzyka                      | Długość |
| --- | ---------------------------------------- | --------------------------- | --------------------------- | ------- |
| 1.  | „Back Through Time”                      | Christopher Bowes           | Christopher Bowes           | 5:03    |
| 2.  | „Shipwrecked”                            | Christopher Bowes           | Christopher Bowes           | 3:30    |
| 3.  | „The Sunk'n Norwegian”                   | Christopher Bowes           | Christopher Bowes           | 4:07    |
| 4.  | „Midget Saw”                             | Alan Carr                   | Peter Alcorn                | 3:18    |
| 5.  | „Buckfast Powersmash”                    | Tim Shaw                    | Christopher Bowes           | 2:33    |
| 6.  | „Scraping the Barrel”                    | Christopher Bowes           | Christopher Bowes           | 4:40    |
| 7.  | „Rum”                                    | Christopher Bowes           | Christopher Bowes           | 3:29    |
| 8.  | „Swashbuckled”                           | Christopher Bowes           | Christopher Bowes           | 3:53    |
| 9.  | „Rumpelkombo”                            | Christopher Bowes           | Christopher Bowes           | 0:06    |
| 10. | „Barrett's Privateers”                   | Stan Rogers                 | Stan Rogers                 | 4:41    |
| 11. | „Death Throes of the Terrorsquid”        | Christopher Bowes           | Christopher Bowes           | 7:46    |
| 12. | „I Am A Cider Drinker” (utwór dodatkowy) | Johannes Bouwens            | Johannes Bouwens            | 3:00    |
| 13. | „You Are A Pirate” (utwór dodatkowy)     | Ken Pontac, Mani Svavarsson | Ken Pontac, Mani Svavarsson | 1:33    |
|     |                                          |                             |                             | 47:39   |

## Twórcy
Opracowano na podstawie materiału źródłowego.
| Zespół Alestorm w składzie - Dani Evans – gitara, wokal wspierający - Gareth Murdock – gitara basowa, wokal wspierający - Peter Alcorn – perkusja, instrumenty perkusyjne - Christopher Bowes – instrumenty klawiszowe, wokal prowadzący | Dodatkowi muzycy - Gordon Krei – programowanie, orkiestracje - Ben Turk, Paul Templing – orkiestracje - Derek Fobaire – puzon - Florian Frambach, Tobias Hain – trąbka - Maria Odvody – skrzypce - Chris Jones – akordeon - Brendan Casey – wokal wspierający - Heri Joensen – gitara (10) - Hans-Jørgen Martinus Hansen – tin whistle - Ken Sorceron – wokal prowadzący (11) - Lasse Lammert – gitara (6), vibraslap - Lord Jaldaboath – narrator (1) | Inni - Lasse Lammert – produkcja muzyczna, realizacja nagrań, miksowanie, mastering - Audrey Dujardin – zdjęcia - Ingo Römling – oprawa graficzna |